# Christian Reiher
Christian Reiher  (né le 19 avril 1984 à Starnberg) est un mathématicien allemand. 

## Formation
Reiher a remporté une médaille d'or aux Olympiades internationales de mathématiques quatre fois de suite de 2000 à 2003 Il a étudié à l'Université Louis-et-Maximilien de Munich et a obtenu son doctorat à l'Université de Rostock sous la direction de Hans-Dietrich Gronau (de) en 2010 (titre de sa thèse :  A proof of the theorem according to which every prime number possesses property B). Il est lecteur à l'université de Hambourg.

## Recherche
En 2007, Reiher a prouvé la conjecture de Kemnitz, qui est conjecture suivante d'Arnfried Kemnitz , : Soit {\displaystyle S} un ensemble de {\displaystyle 4n-3} points de la grille des points entiers du plan de taille {\displaystyle n} ; il existe un sous-ensemble {\displaystyle T} de {\displaystyle S} de {\displaystyle n} points dont le centre de gravité est également un point de la grille. 
La conjecture de Kemnitz généralise un théorème d'Erdös, Ginzburg et Ziv (1961) concernant le problème de la somme nulle qui donne ce résultat dans le cas unidimensionnel (tout ensemble de {\displaystyle 2n-1} entiers possède un sous-ensemble de {\displaystyle n} entiers dont la moyenne est également un entier). Dans une autre formulation, la conjecture de Kemnitz cherche à déterminer le nombre {\displaystyle f(n,k)}, qui est le plus petit entier {\displaystyle f} tel que chaque ensemble de {\displaystyle f} points de la grille dans l'espace euclidien de dimension {\displaystyle k} possède un sous-ensemble {\displaystyle S} de cardinalité {\displaystyle n} dont la somme des éléments est divisible par {\displaystyle n}. Par le résultat de  Erdös et. al. on a {\displaystyle f(n,1)=2n-1} et  la conjecture de Kemnitz affirme que {\displaystyle f(n,2)=4n-3} . 
Reiher a utilisé pour sa preuve un théorème de Chevalley et Warning. 

## Publications (sélection)
- Louis Bellmann et Christian Reiher, « Turán’s Theorem for the Fano Plane », Combinatorica, vol. 39, no 5,‎ 2019, p. 961–982 (DOI 10.1007/s00493-019-3981-8).
- Nathan Bowler, Johannes Carmesin, Péter Komjáth et Christian Reiher, « The Colouring Number of Infinite Graphs », Combinatorica, vol. 39, no 6,‎ 2019, p. 1225–1235 (DOI 10.1007/s00493-019-4045-9).
- Wiebke Bedenknecht, Guilherme Oliveira Mota, Christian Reiher et Mathias Schacht, « On the local density problem for graphs of given odd-girth », Journal of Graph Theory, vol. 90, no 2,‎ 2019, p. 137–149 (DOI 10.1002/jgt.22372).
- Christian Reiher, Vojtěch Rödl et Mathias Schacht, « Hypergraphs with vanishing Turán density in uniformly dense hypergraphs », Journal of the London Mathematical Society, vol. 97, no 1,‎ 2018, p. 77–97 (DOI 10.1112/jlms.12095).
- Christian Reiher, « The clique density theorem », Annals of Mathematics (2), vol. 184, no 3,‎ 2016, p. 683-707 (MR 3549620, lire en ligne).
- Christian Reiher, « On Kemnitz' conjecture concerning lattice-points in the plane », Ramanujan Journal, vol. 13, nos 1-3,‎ 2007, p. 333–337 (MR 2281170, lire en ligne).

## Distinction
En 2017, Reiher a reçu le Prix européen de combinatoire, en particulier pour sa solution de la conjecture de Kemnitz et du problème de densité des cliques de Lovász et Simonovits. Lovasz et Simonovits conjecturaient dans les années 1970 que pour {\displaystyle r\geq 3} un graphe à {\displaystyle n} nœuds et au moins {\displaystyle \gamma n^{2}} arêtes (avec  {\displaystyle \gamma \in [0,1/2)}) contient asymptotiquement au moins {\displaystyle F_{r}(\gamma )n^{r}+O(n^{r-2})} cliques de taille {\displaystyle r}, pour une constante {\displaystyle F_{r}(\gamma )} . Ils ont aussi conjecturé que le graphe extrémal pour ce problème est donné par le graphe graphe complet |multiparti avec ce nombre d'arêtes et de nœuds, dans lequel toutes les classes de la partition sont de la même taille sauf une qui peut être plus petite. La conjecture de densité de clique de László Lovász et Miklós Simonovits a été prouvée par Reiher en 2016 après des résultats partiels obtenus après Razborov ({\displaystyle r=3}) et Vladimir Nikoforov ({\displaystyle r=4}). Le théorème est basé sur le théorème de Turán de la théorie des graphes extrémaux, théorème concernant le nombre minimal d'arêtes que doit avoir un graphe avec un nombre donné de nœuds afin de posséder une clique de taille {\displaystyle r}.